# Epiphyllum thomasianum subsp. costaricense
Epiphyllum thomasianum subsp. costaricense (sin. Epiphyllum thomasianum subsp. costaricense, podvrsta katusa E. thomasianum iz Kostarike, Paname i Kolumbije

## O uzgoju
- Preporučena temperatura:  10-12°C
- Tolerancija hladnoće:   ne podnosi hladnoću
- Minimalna temperatura: 12°C
- Izloženost suncu:  treba biti na svjetlu
- Potrebnost vode:   što je manje moguće vode ,treba dobru drenažu
- Cvjetovi: cvjetovi se pojavljuju na kraju kišne sezone u rujnu

## Sinonimi
- Epiphyllum costaricense (F.A.C.Weber) Britton & Rose
- Epiphyllum macrocarpum (F.A.C.Weber) Backeb.
- Epiphyllum thomasianum var. costaricense (F.A.C.Weber) Kimnach
- Phyllocactus costaricensis F.A.C.Weber
- Phyllocactus macrocarpus F.A.C.Weber

## Vanjske poveznice
|  | Zajednički poslužitelj ima još gradiva o temi Epiphyllum thomasianum |